# Alfons Martí Bauçà
Alfons Martí Bauçà (Palma, 10 de juliol de 1968) és un escriptor mallorquí que ha publicat diverses obres:
- El hombre que quiso ser hombre (novel·la en castellà, 1998)
- De la polis a la desaparición (assaig en castellà, 1999)
- En tierra de fariseos (assaig en castellà, 2000)
- Una aventura americana. Lleida: Pagès (llibre de viatges en català, 2001)
- Una aventura grega. Barcelona: Atenea, (llibre de viatges en català, 2002)
- Una aventura italiana. Valls: Cossetània Edicions (llibre de viatges en català, 2005)
- Els déus i nosaltres. Barcelona: Llibres de l'Índex, (assaig en català, 2004)